# Koniecpol (gemeente)
De gemeente Koniecpol is een stad- en landgemeente in het Poolse woiwodschap Silezië, in powiat Częstochowski.
De zetel van de gemeente is in Koniecpol.
Op 30 juni 2004 telde de gemeente 10 446 inwoners.

## Oppervlakte gegevens
In 2002 bedroeg de totale oppervlakte van gemeente Koniecpol 146,75 km², waarvan:
- agrarisch gebied: 58%
- bossen: 24%

De gemeente beslaat 9,66% van de totale oppervlakte van de powiat.

## Demografie
Stand op 30 juni 2004:
| Omschrijving                   | Totaal | Totaal | Vrouwen | Vrouwen | Mannen | Mannen |
| ------------------------------ | ------ | ------ | ------- | ------- | ------ | ------ |
| eenheid                        | aantal | %      | aantal  | %       | aantal | %      |
| inwoners                       | 10 446 | 100    | 5247    | 50,2    | 5199   | 49,8   |
| bevolkingsdichtheid (inw./km²) | 71,2   | 71,2   | 35,8    | 35,8    | 35,4   | 35,4   |

In 2002 bedroeg het gemiddelde inkomen per inwoner 1013,56 zł.

## Administratieve plaatsen (sołectwo)
Aleksandrów-Michałów, Dąbrowa, Rudniki-Kolonia, Stary Koniecpol, Kuźnica Grodziska, Kuźnica Wąsowska, Luborcza, Łabędź, Łysaków, Łysiny, Oblasy, Okołowice, Piaski-Pękowiec, Radoszewnica, Rudniki, Stanisławice, Teodorów, Wąsosz, Wólka, Zagacie, Załęże, Zaróg.
Zonder de status sołectwo : Kozaków, Stefanów.

## Aangrenzende gemeenten
Dąbrowa Zielona, Lelów, Przyrów, Secemin, Szczekociny, Włoszczowa, Żytno